# Synorthodes typhedana
Synorthodes typhedana là một loài bướm đêm trong họ Noctuidae.